# Blendecques
Blendecques (Nederlands: Blendeke) is een gemeente in het Franse departement Pas-de-Calais (regio Hauts-de-France). De plaats maakt deel uit van het arrondissement Sint-Omaars. Blendecques telde op 1 januari 2022 4.891 inwoners.

## Geografie
De oppervlakte van Blendecques bedroeg op 1 januari 2022 9,56 vierkante kilometer; de bevolkingsdichtheid was toen 511,6 inwoners per km².

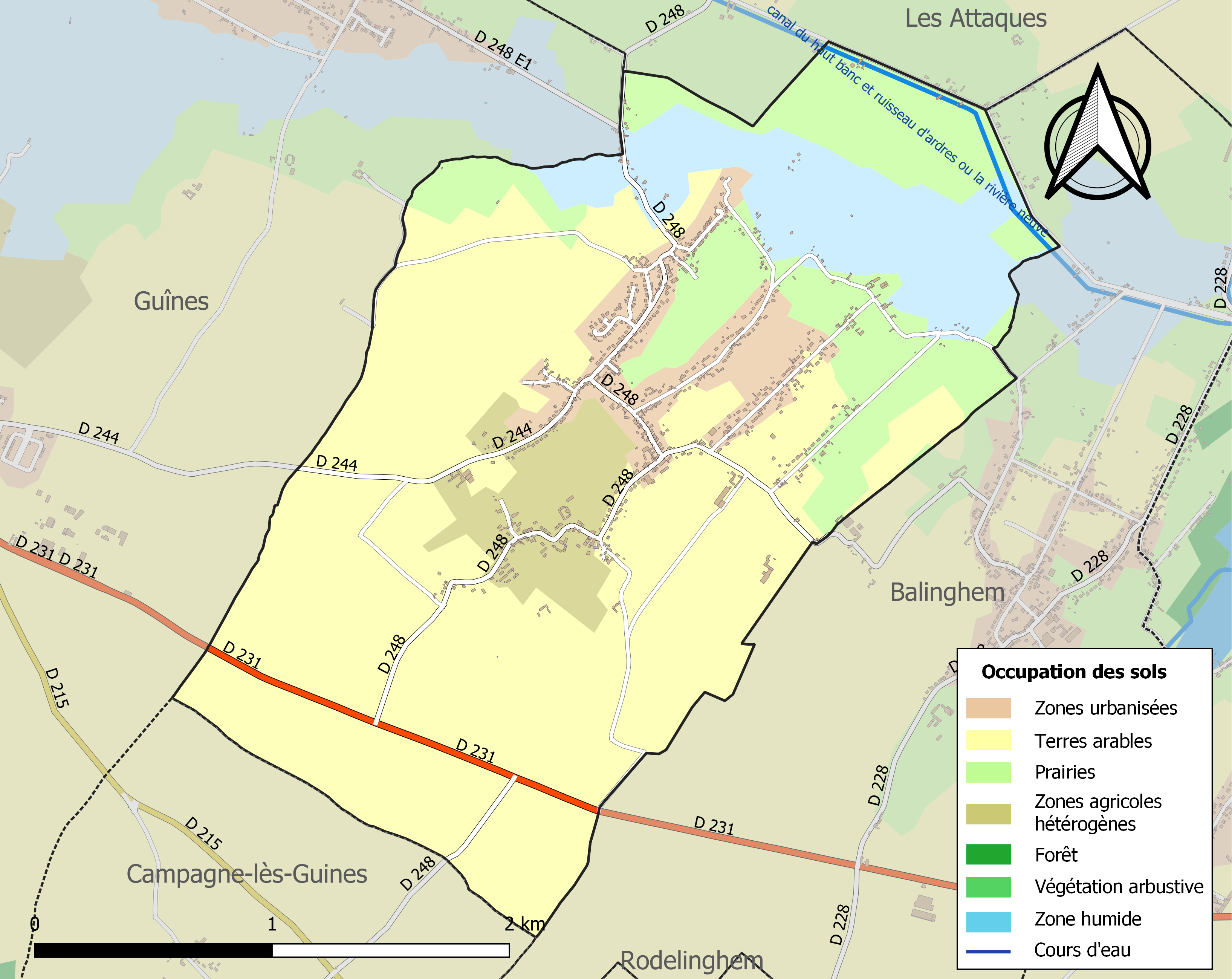
Kaart van de gemeente met belangrijkste infrastructuur, bodemgebruik en omliggende gemeenten

## Demografie
Onderstaande figuur toont het verloop van het inwonertal (bron: INSEE-tellingen).

## Afbeeldingen

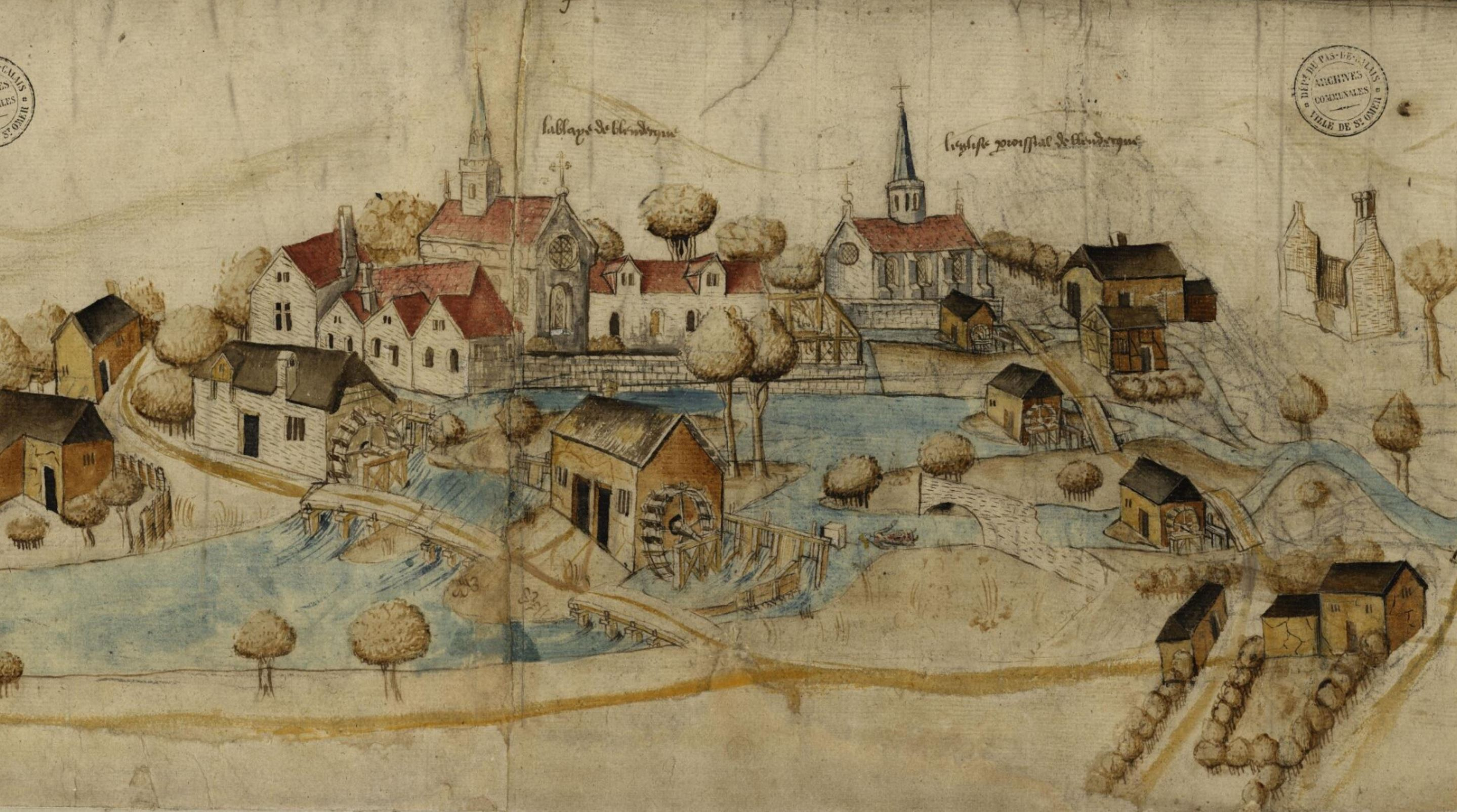
Blendecques met de Sint-Colomba-abdij in 1448
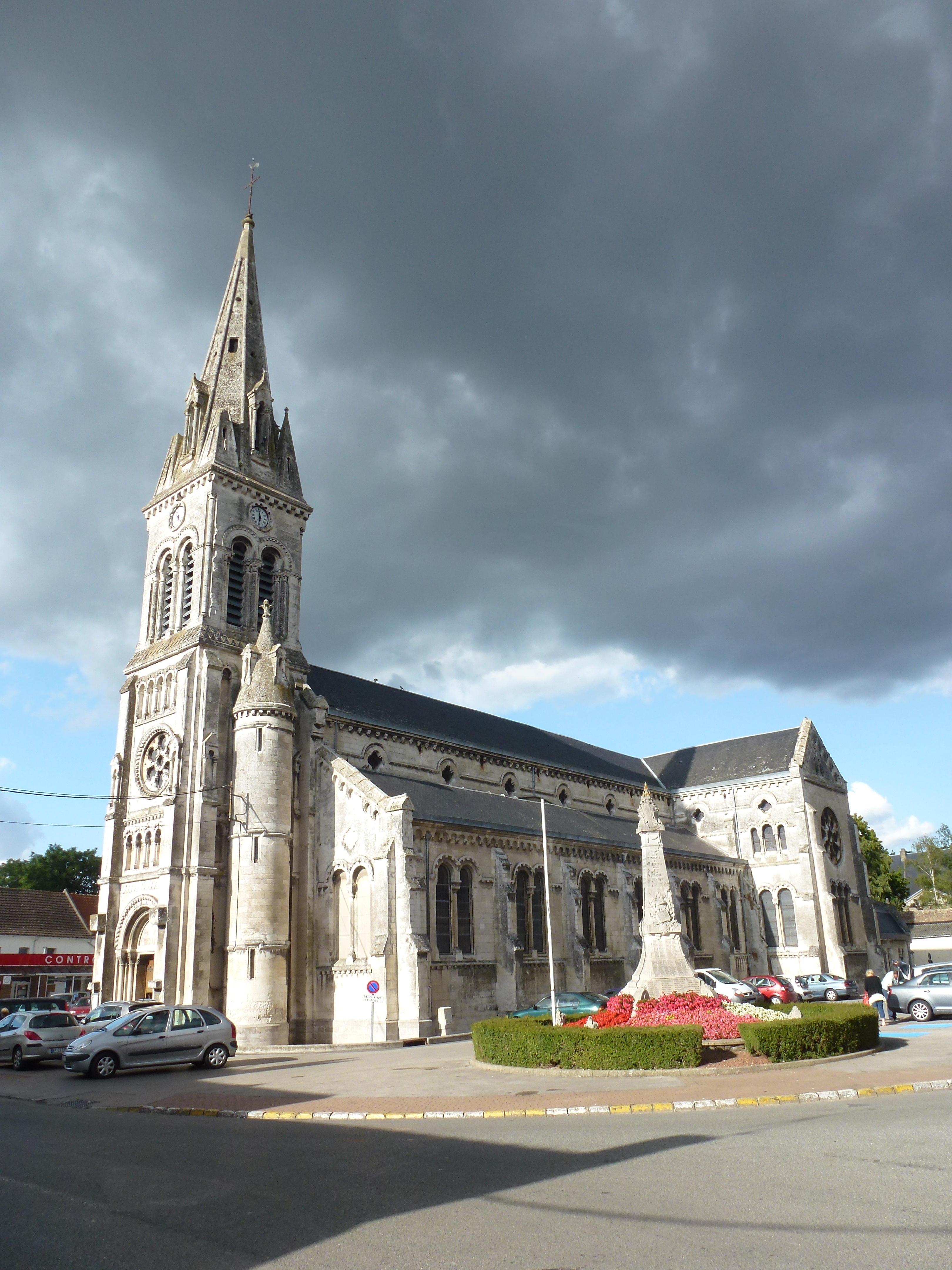
Église Sainte-Colombe
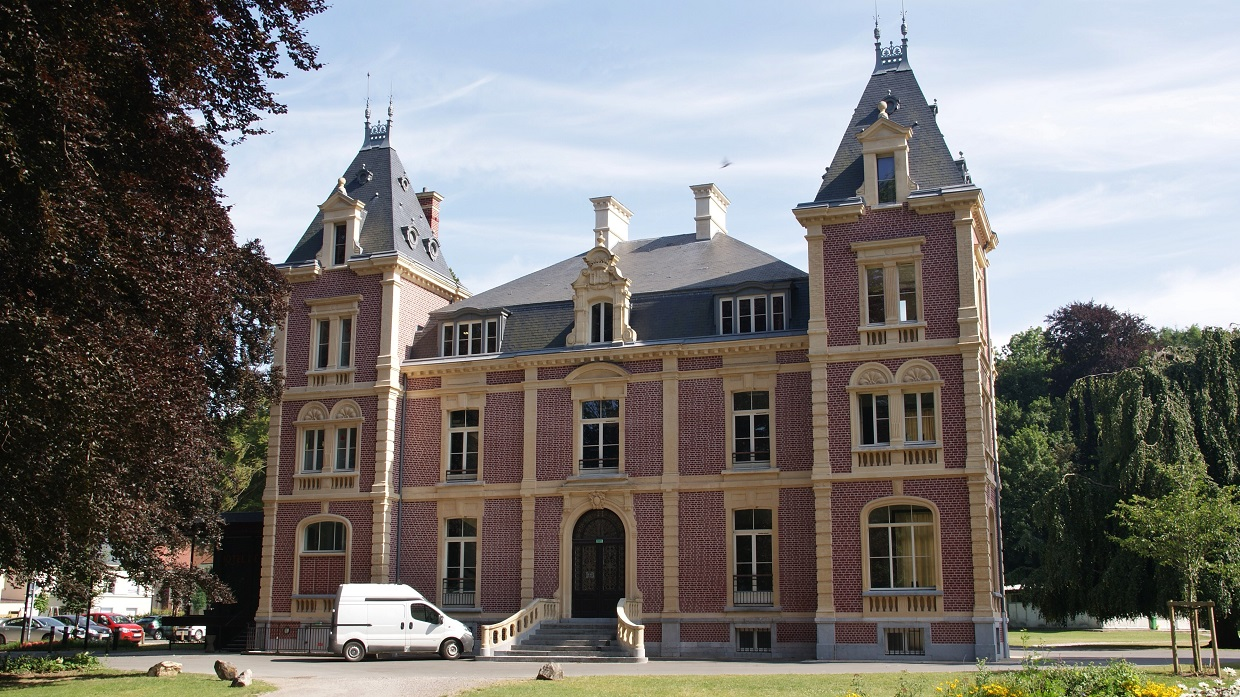
Gemeentehuis

## Geboren in Blendecques
- Alfred Machin (1877-1929), filmregisseur